# Florentine Bruck
Florentine Bruck (* 18. Januar 1958) ist eine deutsche Filmeditorin aus Hamburg.
Florentine Bruck war nach Praktika im Kopierwerk und am Schneidetisch Schnitt-Assistentin. Seit Anfang der 1990er Jahre ist sie als Editorin tätig und war an mehr als 30 Film- und Fernsehproduktionen beteiligt. Sie arbeitet oft für den Regisseur Hans-Christoph Blumenberg.

## Filmografie (Auswahl)
- 1994: Rotwang muß weg!
- 1995: Beim nächsten Kuß knall’ ich ihn nieder
- 2000: Deutschlandspiel
- 2001: Planet der Kannibalen
- 2002: Tatort: Alibi für Amelie
- 2003: Tatort: Veras Waffen
- 2004: Tatort – Teufel im Leib
- 2005: Die letzte Schlacht
- 2006: Die Kinder der Flucht
- 2008: Sturmflut II
- 2008: Das Duo – Verkauft und verraten
- 2009: Warten auf Angelina
- 2009–2015: SOKO Wismar (Fernsehserie, 27 Folgen)
- 2010: Aghet – Ein Völkermord (Dokumentarfilm)
- 2011: Die göttliche Sophie – Das Findelkind
- 2012: Der Sturz – Honeckers Ende (Dokumentarfilm)
- 2012: Der Hafenpastor
- 2013: Sommer in Rom
- 2016: Fritz Lang – Der andere in uns
- 2018: Keiner schiebt uns weg
- 2018: Tonio & Julia: Kneifen gilt nicht
- 2018: Tonio & Julia: Zwei sind noch kein Paar
- 2020: Polizeiruf 110: Der Tag wird kommen
- 2020: Live